# Pardosa nordicolens
Pardosa nordicolens är en spindelart som beskrevs av Chamberlin och Ivie 1947. Pardosa nordicolens ingår i släktet Pardosa och familjen vargspindlar. Inga underarter finns listade i Catalogue of Life.